# Eugeissona minor
Eugeissona minor är en enhjärtbladig växtart som beskrevs av Odoardo Beccari. Eugeissona minor ingår i släktet Eugeissona och familjen Arecaceae. Inga underarter finns listade i Catalogue of Life.